# Џенџира Срисард
Џенџира Срисард (тај. เจนจิรา ศรีสอาด, романизовано Jenjira Srisaard; Бангкок, 16. април 1995) — тајландска пливачица, вишеструка национална првакиња и рекордерка, учесница светских првенстава и Олимпијских игара.

## Спортска каријера
Пливањем је почела да се бави као деветогодишња девојчица, док је са 17 година дебитовала на међународној пливачкој сцени, такмичећи се те 2012. прво на Азијском првенству, а потом и на Светском првенству у малим базенима у Истанбулу. Већ наредне године остварила је и први запаженији успех у каријери пошто је на Азијским дворанским играма у корејском Инчону освојила три медаље, два злата и једно сребро. Године 2014. по први пут је наступила и на Азијским играма.
На светским првенствима у великим базенима је дебитовала у руском Казању 2015 — трку на 50 метара слободно је завршила на 40. месту, док је у микс штафети 4×100 мешовито заузела 15. место у квалификацијама.
Највеће успехе у каријери постигла је на Играма Југоисточне Азије, а значајне успехе остварила је и на Азијским дворанским играма где се пливачи такмиче у малим базенима.
Од 2012. је редовна учесница светских првенстава у великим и малим базенима, а најбоље резултате постигла је на првенству света у Дохи 2024. где је остварила пласмане на два 19. места у квалификационим тркама на 50 метара слободно и 50 прсно, док је на 50 делфин била 22. пливачица света.
Џенџира је у два наврата наступила на Олимпијским играма. Први пут у Токију 2020, где је пливала у квалификационим тркама на 50 (37. место) и 100 метара слободним стилом (42. место). На Олимпијским играма у Паризу 2024. такмичила се у квалификацијама трке на 50 метара слободним стилом. Пливала је у седмој квалификационој групи у стази 4, и са временом од 25.18 секунди заузела је убедљиво прво место у својој квалификационој групи, односно укупно 23. место у конкуренцији 79 такмичарки.
На Светском првенству у малим базенима у Будимпешти 2024. успела је да се пласира у полуфинале трке на 50 метара делфин стилом, заузевши на крају укупно 12. место, што је уједно и њен најбољи резултат у дотадашњој историји на светским првенствима.